# Referendo na Suíça em novembro de 2008
O referendo suíço de novembro de 2008 foi realizado em 30 de novembro.

## Questões
O foco foi a descriminalização da maconha e o tratamento de dependentes no país.
Questões sobre aposentadorias também foram feitas.

## Resultados
- Resultados
- Resultados